# Campeonato Equatoriano de Futebol de 2019 – Segunda Divisão
A Série B do Campeonato Equatoriano de Futebol de 2019, também conhecida oficialmente como LigaPro Banco Pichincha Pymes Serie B 2019 por conta do patrocínio), foi a 42.ª temporada da segunda divisão do futebol equatoriano. A liga foi organizada pela Liga Profissional de Futebol do Equador (em espanhol: Liga Profesional de Fútbol del Ecuador, LigaPro), entidade esportiva independente formada por clubes profissionais e ligada à Federação Equatoriana de Futebol (FEF), órgão máximo do futebol no Equador. A temporada que contou com a participação de dez times foi dividida em duas fases (uma de pontos corridos e uma no sistema mata-mata), começou em 1 de março e terminou em 14 de dezembro de 2019.
O Orense Sporting Club da cidade de Machala foi o grande campeão, conquistando seu primeiro título na divisão, e jogará pela primeira em sua história na divisão de elite do futebol equatoriano na temporada de 2020. Enquanto que a Liga Deportiva Universitaria de Portoviejo como vice-campeão do torneio regressará depois de 10 temporadas para a Série A de 2020.

## Regulamento

### Sistema de disputa
A Serie B de 2019 foi disputada por dez clubes e dividida em duas fases: uma classificatória e uma fase final. A primeira fase ocorreu em dois turnos no sistema de pontos corridos com partidas de ida e volta em cada turno, num total de 36 jogos para cada clube. Ao final da fase de pontos corridos, os quatros melhores avançaram para a última fase do campeonato pelo título e acesso, enquanto que os dois piores pontuadores caíram direto para a terceira divisão (Segunda Categoría) de 2020. A fase final (semifinal e final), também denominada play-offs, foi disputada em jogos "mata-mata" de ida e volta até ser apurado o campeão equatoriano da segunda divisão. Ao final da competição, os dois finalistas (campeão e vice-campeão) foram promovidos para a Serie A de 2020.

### Critérios de desempate
Em caso de empate no número de pontos ganhos, foram aplicados os seguintes critérios de desempate, na seguinte ordem:
| Na fase de pontos corridos 1. Melhor saldo de gols 2. Mais gols pró 3. Mais gols pró como visitante 4. Confronto direto 5. Sorteio | Na semifinal 1. Mais gols pró 2. Melhor campanha na fase classificatória Na final 1. Mais gols pró 2. Disputa por pênaltis |

## Participantes

### Informações dos clubes
| Equipe                 | Cidade        | Província     | Estádio (mando)            | Capacidade | Títulos                                         | Ref. |
| ---------------------- | ------------- | ------------- | -------------------------- | ---------- | ----------------------------------------------- | ---- |
| Atlético Porteño       | Salinas       | Santa Elena   | Monumental Banco Pichincha | 57 267     | 0 (nenhum)                                      |      |
| Atlético Porteño       | Salinas       | Santa Elena   | Pablo Sandiford            | 02 000     | 0 (nenhum)                                      |      |
| Atlético Santo Domingo | Santo Domingo | Santo Domingo | Olímpico de Santo Domingo  | 10 172     | 0 (nenhum)                                      |      |
| Clan Juvenil           | Sangolquí     | Pichincha     | General Rumiñahui          | 07 233     | 0 (nenhum)                                      |      |
| Gualaceo               | Gualaceo      | Azuay         | Gerardo León Pozo          | 03 171     | 0 (nenhum)                                      |      |
| Independiente Juniors  | Latacunga     | Cotopaxi      | La Cocha                   | 15 200     | 0 (nenhum)                                      |      |
| Liga de Loja           | Loja          | Loja          | Reina del Cisne            | 13 359     | 1 (em 2010)                                     |      |
| Liga de Portoviejo     | Portoviejo    | Manabí        | Reales Tamarindos          | 21 000     | 5 (em 1972–E1, 1976–E2, 1980–E2, 1992–E1, 2000) |      |
| Manta                  | Manta         | Manabí        | Jocay                      | 18 125     | 1 (em 2008)                                     |      |
| Orense                 | Machala       | El Oro        | 9 de Mayo                  | 16 456     | 0 (nenhum)                                      |      |
| Santa Rita             | Vinces        | Los Ríos      | 14 de Junio                | 03 000     | 0 (nenhum)                                      |      |

1. 1 2  O Atlético Porteño (anteriormente chamado de Duros del Balloon), apesar de pertencer à Asociación de Fútbol de Santa Elena, mandará seus jogos no Estádio Monumental Banco Pichincha em Guayaquil e no Estádio Pablo Sandiford em Durán, já que o Estádio Camilo Gallegos Dominguez de Salinas e o Estádio El Dorado de Anconcito não têm os requisitos para partidas da Serie B.[9]

## Fase classificatória

### Classificação
| Pos | Equipe                 | Pts | J  | V  | E  | D  | GP | GC | SG  | Classificação ou Rebaixamento        |
| --- | ---------------------- | --- | -- | -- | -- | -- | -- | -- | --- | ------------------------------------ |
| 1   | Orense                 | 68  | 36 | 19 | 11 | 6  | 57 | 26 | +31 | Avançam à Fase final                 |
| 2   | Independiente Juniors  | 66  | 36 | 19 | 9  | 8  | 48 | 29 | +19 | Avançam à Fase final                 |
| 3   | Liga de Portoviejo     | 59  | 36 | 14 | 17 | 5  | 49 | 23 | +26 | Avançam à Fase final                 |
| 4   | Manta                  | 59  | 36 | 16 | 11 | 9  | 48 | 31 | +17 | Avançam à Fase final                 |
| 5   | Santa Rita             | 59  | 36 | 15 | 15 | 6  | 39 | 22 | +17 |                                      |
| 6   | Gualaceo               | 50  | 36 | 13 | 12 | 11 | 35 | 27 | +8  |                                      |
| 7   | Atlético Porteño       | 42  | 36 | 10 | 12 | 14 | 35 | 36 | −1  |                                      |
| 8   | Atlético Santo Domingo | 41  | 36 | 11 | 8  | 17 | 32 | 41 | −9  |                                      |
| 9   | Liga de Loja           | 28  | 36 | 7  | 8  | 21 | 32 | 63 | −31 | Rebaixado à Terceira Divisão de 2020 |
| 10  | Clan Juvenil           | 0   | 36 | 3  | 3  | 30 | 12 | 89 | −77 | Perdeu a categoria/divisão           |

1. ↑  O Independiente Juniors não pode subir para a Serie A de 2020, pois, é uma filial do Independiente del Valle, clube que joga na divisão principal; em caso de avançar para a final do torneio, disputará apenas o título de campeão e a vaga será dada para a equipe com a melhor colocação na classificação geral.[10][11]
2. ↑  O Santa Rita foi punido com a perda de um ponto.[12][13]
3. ↑  O Gualaceo foi punido com a perda de um ponto.[13]
4. ↑  O Club Clan Juvenil foi punido com perda de 14 pontos.[12][14][15][16] Por conta de problemas administrativos e financeiros acabou perdendo a categoria.[17][18][19]

## Fase final

### Tabelão até a final
|  | Semifinais | Semifinais            | Semifinais         | Semifinais | Semifinais |   |   | Finais | Finais | Finais | Finais | Finais |
|  |            |                       |                    |            |            |   |   |        |        |        |        |        |
|  | 1          | Orense                | 2                  | 2          | 4          |   |   |        |        |        |        |        |
|  | 4          | Manta                 | 2                  | 1          | 3          |   |   |        |        |        |        |        |
|  |            |                       |                    |            |            |   | 1 | Orense | 2      | 2      | 4      |        |
|  |            | 3                     | Liga de Portoviejo | 1          | 2          | 3 |   |        |        |        |        |        |
|  | 2          | Independiente Juniors | 1                  | 0          | 1          |   |   |        |        |        |        |        |
|  | 3          | Liga de Portoviejo    | 2                  | 0          | 2          |   |   |        |        |        |        |        |

### Semifinais

#### Chave 1
| 3 de dezembro de 2019 | Manta          | 2 – 2                 | Orense                       | Manta                                      |  |
| 15:30                 | García 56' 60' | FEF LigaPro Soccerway | Espinola 25' · Rodríguez 37' | Estádio: Jocay Árbitro: Guillermo Guerrero |  |

| 8 de dezembro de 2019 | Orense                    | 2 – 1 (4 – 3 agr.)    | Manta      | Machala                                 |  |
| 15:30                 | Alman 32' · Caicedo 90+3' | FEF LigaPro Soccerway | Bonett 70' | Estádio: 9 de Mayo Árbitro: Marlon Vera |  |

#### Chave 2
| 3 de dezembro de 2019 | Liga de Portoviejo                | 2 – 1                  | Independiente Juniors | Portoviejo                                                  |  |
| 15:30                 | Quiñónez 26' (pen.) · Laurito 27' | FEF LigaPro] Soccerway | Jaramillo 79' (pen.)  | Estádio: Estadio Reales Tamarindos Árbitro: Roberto Sánchez |  |

| 8 de dezembro de 2019 | Independiente Juniors | 0 – 0 (1 – 2 agr.)    | Liga de Portoviejo | Sangolquí                                        |  |
| 15:30 |                       | FEF LigaPro Soccerway | {{{golos2}}}       | Estádio: General Rumiñahui Árbitro: Óscar Proaño |  |
| Nota: A partida foi suspensa aos 23 minutos do primeiro tempo e assim ficou durante 1 hora e 50 minutos devido ao granizo e a forte chuva que caiu sobre o Estádio Rumiñahui. |                       |                       |                    |                                                  |  |

### Final
| 11 de dezembro de 2019 | Liga de Portoviejo | 1 – 2                 | Orense                 | Portoviejo                                              |  |
| 15:30                  | Laurito 46'        | FEF LigaPro Soccerway | Espinola 7' (pen.) 30' | Estádio: Estadio Reales Tamarindos Árbitro: Carlos Orbe |  |

| 14 de dezembro de 2019 | Orense                          | 2 – 2 (4 – 3 agr.)    | Liga de Portoviejo          | Machala                                       |  |
| 15:00                  | Espinola 13' (pen.) · Alman 85' | FEF LigaPro Soccerway | Quiñónez 16' · Ushiña 90+3' | Estádio: 9 de Mayo Árbitro: José Luis Espinel |  |

## Premiação
| Série B Campeonato Equatoriano de 2019   |
| ---------------------------------------- |
| Orense Sporting Club Campeão (1º título) |